# جسر بروكلين
جسر بروكلين هو واحد من أقدم الجسور المعلقة في الولايات المتحدة الأمريكية يمتد فوق نهر الشرق بطول 5989 قدما (1825 متر) ليصل بين منطقتي مانهاتن وبروكلين بمدينة نيويورك
و الجدير بالذكر أن جسر بروكلين يصل بين مقاطعتي بروكلين ومانهاتن اللتين تتشكل منهما ومن مقاطعات كوينز وبرونكس وستاتن آيلاند مقاطعات مدينة نيويورك الخمس.

## الموقع
وهو يمتد عبر نهر الإيست ريفر الذي يصب في المحيط الأطلسي، ويبلغ طوله 1825 مترا وكان لدى الانتهاء من تشييده أضخم جسر معلق في العالم وأول جسر في العالم تستخدم فيه الحبال الفولاذية. وفي العام 2000 أدرج على قائمة «المعالم التاريخية الوطنية» الأميركية. حالياً يقتصر استخدام الجسر، الذي صممه المهندس الألماني الأصل جون أغسطس روبلينج، على سيارات الركوب العادية والمارة، بعدما كان يحمل القطارات حتى عام 1944 والترام حتى عام 1950. ومن المفارقات أن المهندس روبلينغ تعرّض لحادث في قدمه لدى إجرائه المسح اللازم لموقع الجسر عام 1869 استوجب قطع رجله لكنه توفي بعد الحادث بـ24 يوماً بداء الكزاز (التيتانوس) وبالتالي، لم يتح له التمتع برؤية إنجازه الكبير الذي دشن رسمياً يوم 24 مايو (أيار) من عام 1883.

## حلم البروكلين
في عام 1867، بدأ المهندس الألماني الأصل الأمريكي الجنسية جون روبلينج العمل على تنفيذ فكرته للربط بين ضفتي مانهاتن وبروكلين عبر نهر الشرق، في مدينة نيويورك .
كانت المسافة المطلوب عبورها تكاد تبلغ كيلومترين طولا، ولم يكن متوفراً في هذا الوقت تقنيات بناء جسور تكفي لعبور مسافة كهذه الأمر الذي جلب على جون السخرية والاستهزاء من المهندسين والصحفيين وغيرهم، الذين اعتبروا أن هذه الفكرة من ضروب المستحيل .
كان جون شغوفاً ببناء الجسور، وهو كان من رواد استخدام الحبال الفولاذية في بناء الجسور والكباري، وسبق له بناء العديد منها بأمريكا، قبل أن يشرع في التخطيط لبناء ما يعرف اليوم باسم جسر البروكلين .
كان التحدي الهندسي عظيماً، يدفع حدود التقنيات المعروفة للبشر في هذه الحقبة الزمنية إلى نهايتها، لكن الفكرة تمكنت من جون لدرجة عظيمة على أنه لم يجد من أقرانه المهندسين من يشاركه شغفه بتحقيق حلمه هذا، إلى أن تمكن من إقناع ابنه البكر ((واشنطن)) بالفكرة، خاصة بعدما سبق لهما العمل معاً على مشاريع بناء جسور في ولايات أمريكية أخرى من قبل .
عمل الأب والابن على إجراء الدراسات الأولية من قياسات ومسح وغيره ثم استأجرا فريق بناء ليبدأ العمل رسمياً في يناير 1890 .
- بعدها بعام، وأثناء عمل جون في موقع بناء الجسر، انحشرت أصابع قدمه تحت جسم ثقيل ما توجب بترها، لكن البتر لم يكن كافياً وتلوث الجرح وتوفي جون بعدها بأقل من شهر .

قرّر الابن واشنطن بعدها استكمال المسيرة لتحقيق حلم والده لكن ماهي إلا شهور قليلة حتى تعرض هو الآخر إلى حادث أثناء غطسه في مياه النهر، جعله مشلولاً طريح الفراش، مع إصابة في المخ منعته من الكلام أو الحركة .
- عندها تدخلت زوجته إيميلي لتكون ممرضته وطبيبته، وحلقة الوصل بينه وبين العالم، إذ لم يكن  زوجها يستطيع تحريك سوى إصبع وحيد من أصابعه وكانت زوجته تفهم مقصده عبر هذا الإصبع .

من أجل تحقيق حلم البروكلين - وتحت إشراف زوجها - تعلمت الزوجة الرياضيات المتقدمة وفنون الهندسة وبناء الجسور، وباشرت تنفيذ الخطوات اللازمة لإتمام بناء الجسر، ومعاً حلا الكثير ومشاكل الغطس إلى عمق كبير لبناء حامل الجسر، واستمر العمل بعدها 11عاماً حتى افتتاح الجسر للاستخدام والعبور عليه، للمشاة والسيارات والقطارات، تحديداً في 24 مايو 1883 .
حضر الافتتاح الرئيس الأمريكي وعمدة نيويورك وعمدة بروكلين وآلاف الناس، وأما أول من عبر الجسر للجهة الأخرى فكانت الزوجة إيميلي، وأما التكلفة الكلية فكانت 15 مليون دولار و27 حالة وفاة بسبب أعمال الحفر والبناء .
في وقت افتتاحه، وقف جسر بروكلين كأطول جسر في العالم، وأطول جسر معلق على حبال فولاذية .
من اللطائف الإلهية في هذه القصة، أنه حين تسلم الابن زمام المشروع أدخل تعديلات وإضافات على تصميمات أبيه، الأمر الذي ساهم في نجاح الجسر وصموده كل هذا الوقت وحتى الآن .
وجدت أبحاث  ثالية أن جسر البروكلين أقوى بست مرات مما يجب أن يكون عليه، وهو أكثر شيء ساعد على بقاء هذا الحلم شامخاً، في حين أحيلت جسور عديدة للتقاعد والهدم .
- على مر عقود كثيرة، ساهم هذا الجسر في حل الكثير من مشاكل أهل نيويورك وساعد على تحسين حياتهم كثيراً .